# My Zoe
My Zoe è un film del 2019, scritto e diretto da Julie Delpy.  Il genere è riconducibile al thriller scientifico in quanto affronta dilemmi di carattere etico legati alla sperimentazione.

## Trama
Isabelle, una genetista che vive a Berlino, sta divorziando dal marito, un architetto di nome James dal carattere brusco e prepotente. James è contrario alla separazione, ma Isabelle, innamoratasi di Akil, intende porre fine al loro matrimonio. Il punto di contesa è la custodia della loro amata figlia Zoe. Una mattina, la bambina non si sveglia, e senza apparente motivo entra in coma. Per capire cosa le stia succedendo, Isabelle si rivolge a un controverso medico genetico, Thomas Fischer, che svolge ricerche sulla clonazione umana. A questo punto il film ha una svolta di genere e si concentra sulle sfide etiche di una madre scienziata, che farà di tutto per salvare la vita di sua figlia.

## Distribuzione
Il film è stato presentato in anteprima mondiale al Toronto International Film Festival nel 2019.

## Riconoscimenti
- 2019: Toronto International Film Festival – Candidatura al premio speciale di giuria Platform per Julie Delpy